# Perepelniki
Perepelniki (ukr. Перепельники) – wieś w rejonie tarnopolskim obwodu tarnopolskiego Ukrainy.
Wieś prawa wołoskiego, położona była na początku XVI wieku w ziemi lwowskiej województwa ruskiego. Pod koniec XIX w. na obszarze wsi znajdowała się pasieka Polanki.
Do 2020 w rejonie zborowskim.

## Dwór
- parterowy, murowany dwór wybudowany w 1830 r. w stylu klasycystycznym przez rodzinę Pokutyńskich. Obiekt odbudowany po 1920 r[4]. Dwór i majątek był do 1939 r. własnością Kazimierza Wolskiego, brata poety Ludwika, zamordowanego w 1919 r. przez Ukraińców w Złoczowie[5].